# 日本ヌーヴェルヴァーグ
日本ヌーヴェルヴァーグ（にっぽんヌーヴェルヴァーグ、日本ヌーベルバーグとも、英語The Japanese New Wave）は、1950年代末から1970年代に出現した日本の映画監督による、日本映画のムーヴメントである。「政治」、「性」を描く点に特徴があった。また、犯罪も過去の映画とは異なり、犯罪者側からの視点も加えることもあった。

## 概要
フランスのヌーヴェルヴァーグは、ジャン・リュック・ゴダール、フランソワ・トリュフォーらが支えた。フランスとは異なり、日本のムーヴメントは当初、撮影所の内部で始まった。若く、それまではほとんど知られていない映画作家たちによるものだった。「日本ヌーヴェルヴァーグ」の語は、ヌーヴェルヴァーグの日本版として撮影所の内部で最初につくりだされた。「日本ヌーヴェルヴァーグ」の映画作家たちは、フランスの映画監督たちの作風と情熱に影響を受け、インディペンデントな映画運動を急速に発展させた。
フランスのムーヴメントの特徴は、そのルーツが『カイエ・デュ・シネマ』誌とともにあったことである。多くの未来の映画作家たちが、自らのキャリアを批評家として、そして映画を脱構築する者として開始し、新しい映画理論film theory、作家理論を創造した。
一方、日本のムーヴメントは、フランスとほぼ同時期に発展した（いくつかの映像作品は1950年代後半に生まれている）。若い映画監督たちは社会的な慣例に疑問を抱き、分析し、批評し、ときには慣例を揺るがすことに力点を置いたムーヴメントを開始していた。
フランスの監督たちに近いバックグラウンドから登場した日本の映画監督が大島渚であった。彼は撮影所に採用される以前は京都大学の学生運動団体の委員長だった左翼・新左翼系の活動家であったし、分析的映画批評家であった。大島の最初期の作品（1959年 - 1960年）は、初期に出版した分析で声に出した意見の直接の結果としてみることができる。大島の記念碑的第二作（1959年 - 1960年の二年間に4本監督している）である『青春残酷物語 Cruel Story of Youth』は、ジャン＝リュック・ゴダール監督の『勝手にしやがれ』とフランソワ・トリュフォー監督の『大人は判ってくれない』により刺激され、発表された。

## 詳細：映画作家とテーマ

### 映画監督
「日本ヌーヴェルヴァーグ」の当初の映画監督は、羽仁進、勅使河原宏、増村保造、岡本喜八、瀬川昌治、沢島忠、森﨑東、神代辰巳、工藤栄一、山下耕作、須川栄三、深作欣二、中島貞夫、前田陽一、黒木和雄、藤田敏八、佐藤純彌、鈴木則文、土本典昭、舛田利雄、吉田喜重、篠田正浩、大島渚、そして今村昌平である。すでにキャリアを開始していた一定のほかの映画作家、内田吐夢、中川信夫、マキノ雅弘、加藤泰、鈴木英夫、小林正樹、市川崑、三隅研次、新藤兼人、鈴木清順、志村敏夫、中平康、村山新治、蔵原惟繕も、ときおりこのムーヴメントに関わってきた。
彼らは、伝統的な日本映画には従来あまりみられることのなかったいくつかの理想を探究した。それは、「政治」「社会から追放された人間（犯罪者あるいは非行少年を含む）を主人公」として描くこと、「奔放な性」、「社会における女性の役割の変化」、「日本における人種差別と人種的マイノリティの位置」、「社会構造と社会通念への批評あるいは脱構築」などである。今村監督の『にっぽん昆虫記 The Insect Woman』（1963年）の「トメ」のような主人公たち、あるいは大島監督の『青春残酷物語』（1960年）の非行少年たちが表象するものは、「反乱 rebellion」であるが、映画的な注意を逸らしてしまうかもしれないような人生への一瞥を、国内外の観客にちらりと省みさせもするものである。

### 松竹ヌーヴェルヴァーグ
1960年代前半の松竹出身の映画監督達を指して言った言葉。大島渚の『青春残酷物語』の興行的ヒットがきっかけ。奔放さや反権威の姿勢が、フランスで勃興しつつあったヌーヴェルヴァーグと似ていたことから、それらの新しい映画に対して、マスコミによって「松竹ヌーヴェルヴァーグ」と名づけられた。命名したのは、当時「週刊読売」の記者であった長部日出雄である。具体的には大島渚、篠田正浩、吉田喜重の三人の映画監督と彼らと関係があった映画制作のメンバー等を指す。上記三人に高橋治、森川英太郎、石堂淑朗、田村孟を含めて七人で代表する場合もある。
石堂淑朗は「東宝は東宝争議以後、アカが入って来たら困るというようなことで、ずいぶんうるさかったらしい。松竹の場合は、最初公募したわけです。すると井上和男とか松山善三とかあの辺がワァーと入って来たんだけど、家城巳代治さんに繋がる共産党ラインがあって、組合運動をやるわけです。松竹は慌てて公募を止めたんです。そしたら次の年に入って来たのが、箸にも棒にも掛からない連中ばかりで使える男は今村昌平たった一人だったんです。あとのメンバーはお笑い無能者ばっかりだったわけです。さすがに松竹も、こんなことなら、まだ公募でうるせぇ奴をチェックして採った方がマシだというので、公募に切り換えた途端に、よりによって論客ばかりが雪崩れ込んできたんです。いつだったか、岩波ホールの高野悦子さんが僕を捕ってかまえてね、『あなた方が松竹映画を全部ダメにした』っていうから、『半分はごもっとも。しかし半分は各映画会社が大学出じゃなきゃ採らないという方針にしたばっかりに、我々が紛れ込むということになったんで、受験制度、社会制度の問題だ。戦前のいわゆる学歴のない中卒の小津とか、木下の時代の中等学校のような凝縮したエネルギーがある時代じゃないし。となるとやはり大卒ということになる。じゃ、高卒を採ったらどうかというと、学歴のない人独特のものの見方も既に崩壊しているから、いずれにしても日本映画は潰れたんですよ』って言ったら『そうかしら』って（笑）。だから僕たちはアクセルを踏んだかも知れないけど、結局は滅びましたよ。昭和35年、我々がデビューした頃からね。大谷竹次郎会長も『どうせダメならギャラの安い奴を使え使え』って。それで大島渚が出て来たんですからね」などと述べている。
大島渚は『日本の夜と霧』を松竹が自主的に上映中止したことに抗議し、またそれまでの会社の監督に対する処遇への不満もあって、松竹を退社した。数年後、吉田喜重や篠田正浩も独立した。「創造社」や「ATG」はアート志向の監督に、新しい波を呼び起こす映画を創作する場を与えた。松竹ヌーヴェルヴァーグは数年しか続かなかった。その理由としては、この三人を中心とする人物達には作風における共通点が少なく、本家ヌーヴェルヴァーグのような党派性の共通点はなかったことがあげられる。閉塞性を打破し、新しいなにかを見出そうとした彼らの姿勢に対し「ヌーヴェルヴァーグ」と呼ばれたに過ぎない、とする見解もある。

## その後の展開
「日本ヌーヴェルヴァーグ」は、1970年の初期にはフランスと同様に個人個人の創作活動に分散していった。撮影所システムの崩壊にも直面し、おもな監督たちはドキュメンタリー作品に撤退（羽仁、しばらくは今村も）したり、作家によっては、他の芸術を追求し（勅使河原は彫刻を実践し、華道の流派の家元になった）、あるいは、国際的な合作映画（大島渚）へと進出していった。
「日本ヌーヴェルヴァーグ」の監督の中には映画史上、特筆すべき映画を生み出した者もいた。大島監督の1976年作品『愛のコリーダ In the Realm of the Senses』はタブーに挑戦した芸術作品として、国際的に高い評価を受けた。映画製作に帰還した勅使河原監督は実験的ドキュメンタリー『アントニー・ガウディー Antonio Gaudi』（1984年）、長篇劇映画『利休 Rikyu』（1989年）や『豪姫 Princess Goh』（1992年）で賞賛を勝ち取った。今村監督は、カンヌ国際映画祭でパルムドールを複数回獲得した映画作家のひとりとなった。その作品は『楢山節考 The Ballad of Narayama』（ 1983年)と『うなぎ The Eel』（1991年）である。

## フィルモグラフィ
（各年内、監督 名のアルファベット順）

### 1950年代
1956年
- 絵を描く子供たち Children Who Draw  監督 羽仁進（ドキュメンタリー）
- 洲崎パラダイス赤信号 Suzaki Paradise  監督 川島雄三
- 女真珠王の復讐 Onna Sinjuou  監督 志村敏夫

1957年
- くちづけ Kisses  監督 増村保造
- 暖流 Warm Current  監督 増村保造
- 幕末太陽傳 The Sun's Legend  監督 川島雄三

1958年
- 巨人と玩具 Giants and Toys  監督 増村保造

1959年
- 愛と希望の街 A Town of Love and Hope  監督 大島渚

### 1960年代
1960年
- 青春残酷物語 Cruel Story of Youth  監督 大島渚
- 太陽の墓場 The Sun's Burial  監督 大島渚
- 日本の夜と霧 Night and Fog in Japan  監督 大島渚
- 裸の島 Naked Island  監督 新藤兼人
- かわいた湖 Kawaita Mizuumi  監督 篠田正浩、脚本：寺山修司

1961年
- 不良少年 Bad Boys  監督 羽仁進
- 豚と軍艦 Pigs and Battleships  監督 今村昌平
- 飼育 The Catch  監督 大島渚

1962年
- 天草四郎時貞 The Revolutionary 監督 大島渚
- おとし穴 Pitfall  監督 勅使河原宏

1963年
- 手をつなぐ子ら She and He  監督 羽仁進
- にっぽん昆虫記 The Insect Woman  監督 今村昌平

1964年
- 黒い太陽 Black Sun  監督 蔵原惟繕
- 鬼婆 Onibaba 監督  新藤兼人
- 赤い殺意 Intentions of Murder  監督 今村昌平
- 肉体の門 Gate of Flesh  監督 鈴木清順
- 刺青一代 Tattooed Life  監督 鈴木清順
- 砂の女 Woman in the Dunes  監督 勅使河原宏

1965年
- 黒い雪 Kuroi Yuki  監督 武智鉄二
- ブワナ・トシの歌 The Song of Bwana Toshi  監督 羽仁進
- 青年の海 四人の通信教育生たち Sea of Youth  監督 小川紳介（ドキュメンタリー）
- 水で書かれた物語 A Story Written with Water  監督 吉田喜重

1966年
- アンデスの花嫁 Bride of the Andes  監督 羽仁進
- エロ事師たちより 人類学入門 The Pornographers: An Introduction to Anthropology  監督 今村昌平
- 白昼の通り魔 Violence at Noon  監督 大島渚
- けんかえれじい Fighting Elegy  監督 鈴木清順
- 東京流れ者 Tokyo Drifter  監督 鈴木清順
- 他人の顔 The Face of Another  監督 勅使河原宏

1967年
- 人間蒸発 A Man Vanishes  監督 今村昌平
- 圧殺の森 高崎経済大学闘争の記録 The Oppressed Students  監督 小川紳介（ドキュメンタリー）
- 忍者武芸帳 Manual of Ninja Arts  監督 大島渚
- 日本春歌考 A Treatise on Japanese Bawdy Song  監督 大島渚
- 殺しの烙印 Branded to Kill  監督 鈴木清順

1968年
- 初恋・地獄篇 Inferno of First Love  監督 羽仁進
- 神々の深き欲望 The Profound Desire of the Gods  監督 今村昌平
- 日本解放戦線 三里塚の夏 Summer in Narita  監督 小川紳介（ドキュメンタリー）
- 絞死刑 Death by Hanging  監督 大島渚
- 帰って来たヨッパライ Three Resurrected Drunkards  監督 大島渚
- 燃えつきた地図 The Man Without a Map  監督 勅使河原宏

1969年
- 愛奴 Aido  監督 羽仁進
- 略称・連続射殺魔 Ryakushô Renzoku Shasatsuma  監督 足立正生
- 薔薇の葬列 Funeral Parade of Roses  監督 松本俊夫
- 少年 Boy  監督 大島渚
- 新宿泥棒日記 Diary of a Shinjuku Thief  監督 大島渚
- ゆけゆけ二度目の処女 Go, Go Second Time Virgin  監督 若松孝二

### 1970年代
1970年
- にっぽん戦後史 マダムおんぼろの生活 History of Japan as Told by a Bar Hostess 監督 今村昌平（ドキュメンタリー）
- 東京战争戦後秘話 The Man Who Left His Will on Film 監督 大島渚
- 無頼漢 Buraikan 監督 篠田正浩、脚本寺山修司
- エロス+虐殺 Eros Plus Massacre 監督 吉田喜重
- しびれくらげ Sibirekurage 監督 増村保造

1971年
- 赤軍-PFLP・世界戦争宣言 Red Army　監督 若松孝二（製作；若松プロ）
- 儀式 Ceremony 監督 大島渚
- トマトケチャップ皇帝 Emperor Tomato Ketchup 監督 寺山修司
- 書を捨てよ町へ出よう Throw Away Your Books, Let's Go Into the Streets 監督 寺山修司

1971年
- 遊び Asobi　監督 増村保造
- サマー・ソルジャー Summer Soldiers 監督 勅使河原宏

1972年
- 鉄輪（かなわ） Kanawa 監督  新藤兼人
- 一条さゆり 濡れた欲情 監督  神代辰巳
- 夏の妹 Summer Sister 監督 大島渚
- 約束 Yakusoku  監督 斎藤耕一

1973年
- からゆきさん Karayuki-san 監督 今村昌平（ドキュメンタリー）
- 戒厳令 Coup d'Etat 監督 吉田喜重

1974年
- 田園に死す Pastoral 監督 寺山修司
- 青春の蹉跌 監督  神代辰巳
- 無法松故郷に帰る Matsu the Untamed Comes Home 監督 今村昌平（ドキュメンタリー）

1975年
- アフリカの光 Africa no Hikari 監督　神代辰巳

1976年
- 愛のコリーダ In the Realm of the Senses 監督 大島渚
- 青春の殺人者 Seisyun no Satujinsya 監督　長谷川和彦

1978年
- 愛の亡霊 Ai no Bourei 監督 大島渚
- 人妻集団暴行致死事件 監督 田中登
- さすらいの恋人　眩暈 監督 小沼勝

1979年
- 太陽を盗んだ男 Tiyou wo Nusunda Otoko 監督　長谷川和彦

## ヌーヴェルバーグの影響
立教大の映画サークルは1980年前後に活動した、立教大学の自主映画制作サークルのパロディアス・ユニティーのメンバーが活動した。黒沢清、万田邦敏、塩田明彦、青山真治、周防正行、森達也（卓也）等がいた。作風自体は「ゴダール風」（黒沢清）、「エリック・ロメール張り」（塩田明彦）、「小津安二郎への傾倒」（周防正行）など千差万別である。大阪芸大の映画サークルは、1990年代から2000年代の大阪芸術大学出身の映画監督や俳優を生んだ。メンバーは、熊切和嘉、宇治田隆史、石井裕也などである。
これらの映像作家よりも園子温、石井隆らのタブーなき映画監督の方が、ヌーヴェルバーグの精神を、正統的に継承しているとみられている。2010年代には、日活が園子温ら四人の監督による、新日活ロマンポルノを発表した。

## 註
1. ↑  https://www.imdb.com/name/nm0000419/
2. ↑  Sato, p. 213-215 and Richie, p. 196
3. ↑  Sato (p. 213) & Oshima (Cinema Censorship and the State: The Writings of Nagisa Oshima, 1993, M.I.T. Press)
4. ↑  http://www.imdb.com/news/ni59216575
5. ↑  Sato, p. 208-239
6. ↑  Sato, p.231-234
7. ↑  Mellen, p. 419-426
8. ↑  Suzuki, quoted by Sato, p. 224
9. ↑  https://www.imdb.com/title/tt0057363/
10. ↑  Richie, p. 168-188
11. ↑  勝田友己によるインタビュー、山田洋次「時代を駆ける：山田洋次：YOJI YAMADA (4)」 『毎日新聞』 2010年1月25日、13版、5面。
12. ↑  桂千穂「クローズアップ・トーク(22)〈ゲスト〉 石堂淑朗 『小心だから大胆になる』」『シナリオ』1991年5月号、日本シナリオ作家協会、4–12頁。
13. ↑  Richie, from Japan Journals, p. 194

## 関連事項
- 日本アート・シアター・ギルド(ATG)
- ヌーヴェルヴァーグ（Nouvelle vague）
- 日活ロマンポルノ
- 東映ポルノ
- 日本映画（Cinema of Japan）
- East Asian cinema